# 부천시의 국회의원

## 행정구역 변천
- 1945년 8월 15일 경기도 부천군
- 1963년 1월 1일 부천군 오정면 일부(오곡리·오쇠리)·소사읍 일부(항리·온수리·궁리·천왕리·오류리·개봉리·고척리)가 서울특별시 영등포구에, 영종면 일부가 인천시에 편입
- 1973년 7월 1일 부천군 소사읍이 부천시로 승격, 부천군 소래면이 시흥군에, 계양면·오정면이 김포군에, 영종면·북도면·용유면·덕적면·영흥면·대부면이 옹진군에 각각 편입, 부천군 폐지
- 1975년 10월 1일 김포군 오정면이 부천시에 편입
- 1983년 2월 15일 시흥군 소래읍 일부가 부천시에 편입
- 1988년 1월 1일 구제 실시로 중구·남구 설치
- 1993년 2월 1일 중구가 원미구로, 남구가 소사구로 개칭, 중구에서 오정구 분구
- 2016년 7월 4일 책임읍면동제 시행으로 원미구·소사구·오정구 폐지

## 부천군의 역대 국회의원
| 대수         | 이름           | 소속정당           | 임기                               | 선거구역                              |
| ------------ | -------------- | ------------------ | ---------------------------------- | ------------------------------------- |
| 제헌         | 이유선(李裕善) | 대한독립촉성국민회 | 1948년 5월 31일 - 1950년 5월 30일  | 부천군 일원(제11선거구)               |
| 제2대        | 박제환(朴濟煥) | 무소속             | 1950년 5월 31일 - 1954년 5월 30일  | 부천군 일원(제21선거구)               |
| 제3대        | 장경근(張璟根) | 자유당             | 1954년 5월 31일 - 1958년 5월 30일  | 부천군 일원(제20선거구)               |
| 제4대        | 장경근(張璟根) | 자유당             | 1958년 5월 31일 - 1960년 7월 28일  | 부천군 일원(제20선거구)               |
| 제5대 민의원 | 박제환(朴濟煥) | 무소속             | 1960년 7월 29일 - 1961년 5월 16일  | 부천군 일원(제21선거구)               |
| 제6대        | 옥조남(玉朝南) | 민주공화당         | 1963년 12월 17일 - 1967년 6월 30일 | 시흥군·부천군·옹진군 일원(제13선거구) |
| 제7대        | 오학진(吳學鎭) | 민주공화당         | 1967년 7월 1일 - 1971년 6월 30일   | 시흥군·부천군·옹진군 일원(제13선거구) |
| 제8대        | 오학진(吳學鎭) | 민주공화당         | 1971년 7월 1일 - 1972년 10월 17일  | 부천군·옹진군 일원(제16선거구)        |
| 제9대        | 이택돈(李宅敦) | 신민당             | 1973년 3월 12일 - 1979년 3월 11일  | 시흥군·부천군·옹진군 일원(제6선거구)  |
| 제9대        | 오학진(吳學鎭) | 민주공화당         | 1973년 3월 12일 - 1979년 3월 11일  | 시흥군·부천군·옹진군 일원(제6선거구)  |

## 부천시의 역대 국회의원
| 대수   | 이름           | 소속정당     | 임기                               | 선거구역                                                                                         |
| ------ | -------------- | ------------ | ---------------------------------- | ------------------------------------------------------------------------------------------------ |
| 제10대 | 이택돈(李宅敦) | 신민당       | 1979년 3월 12일 - 1980년 7월 4일   | 부천시·안양시·시흥군·옹진군 일원(제6선거구)                                                      |
| 제10대 | 윤국노(尹國老) | 민주공화당   | 1979년 3월 12일 - 1980년 10월 27일 | 부천시·안양시·시흥군·옹진군 일원(제6선거구)                                                      |
| 제11대 | 신능순(申能淳) | 민주정의당   | 1981년 4월 11일 - 1985년 4월 10일  | 부천시·김포군·강화군 일원(제7선거구)                                                             |
| 제11대 | 오홍석(吳洪錫) | 민주한국당   | 1981년 4월 11일 - 1985년 4월 10일  | 부천시·김포군·강화군 일원(제7선거구)                                                             |
| 제12대 | 안동선(安東善) | 신한민주당   | 1985년 4월 11일 - 1988년 5월 29일  | 부천시·김포군·강화군 일원(제5선거구)                                                             |
| 제12대 | 박규식(朴珪植) | 민주정의당   | 1985년 4월 11일 - 1988년 5월 29일  | 부천시·김포군·강화군 일원(제5선거구)                                                             |
| 제21대 | 김경협(金炅俠) | 더불어민주당 | 2020년 5월 30일 ~ 2024년 5월 29일  | 부천시 갑: 심곡1동, 심곡2동, 심곡3동, 원미1동, 원미2동, 소사동, 역곡1동, 역곡2동, 춘의동, 도당동 |
| 제21대 | 설훈(薛勳)     | 더불어민주당 | 2020년 5월 30일 ~ 2024년 5월 29일  | 부천시 을: 약대동, 중동, 중1동, 중2동, 중3동, 중4동, 상동, 상1동, 상2동, 상3동                   |
| 제21대 | 김상희(金相姬) | 더불어민주당 | 2020년 5월 30일 ~ 2024년 5월 29일  | 부천시 병: 심곡본1동, 심곡본동, 소사본동, 소사본3동, 범박동, 괴안동, 역곡3동, 송내1동, 송내2동   |
| 제21대 | 서영석(徐煐錫) | 더불어민주당 | 2020년 5월 30일 ~ 2024년 5월 29일  | 부천시 정: 성곡동, 원종1동, 원종2동, 고강본동, 고강1동, 오정동, 신흥동                           |
| 제22대 | 서영석(徐煐錫) | 더불어민주당 | 2024년 5월 30일 ~                  | 부천시 갑: 심곡1동, 심곡2동, 심곡3동, 원미1동, 원미2동, 소사동, 역곡1동, 역곡2동, 춘의동, 도당동 |
| 제22대 | 김기표(金起杓) | 더불어민주당 | 2024년 5월 30일 ~                  | 부천시 을: 약대동, 중동, 중1동, 중2동, 중3동, 중4동, 상동, 상1동, 상2동, 상3동                   |
| 제22대 | 이건태(李建台) | 더불어민주당 | 2024년 5월 30일 ~                  | 부천시 병: 심곡본1동, 심곡본동, 소사본동, 소사본3동, 범박동, 괴안동, 역곡3동, 송내1동, 송내2동   |

## 같이 보기
- 부천시 중구 (선거구)
- 부천시 남구 (선거구)
- 부천시 중구 갑
- 부천시 중구 을
- 부천시 원미구 갑
- 부천시 원미구 을
- 부천시 소사구 (선거구)
- 부천시 오정구 (선거구)
- 부천시 갑
- 부천시 을
- 부천시 병
- 부천시 정
- 서울 영등포구의 국회의원
- 서울 구로구의 국회의원
- 서울 양천구의 국회의원
- 서울 강서구의 국회의원
- 인천시의 국회의원
- 시흥시의 국회의원
- 안산시의 국회의원
- 광명시의 국회의원
- 김포시의 국회의원
- 인천 옹진군의 국회의원
- 인천 계양구의 국회의원
- 인천 부평구의 국회의원
- 강화군의 국회의원
- 부천시 중구의 국회의원
- 부천시 남구의 국회의원
- 부천시 원미구의 국회의원
- 부천시 소사구의 국회의원
- 부천시 오정구의 국회의원